# Tominotus caecus
Tominotus caecus är en insektsart som först beskrevs av Van Duzee 1922.  Tominotus caecus ingår i släktet Tominotus och familjen taggbeningar. Inga underarter finns listade i Catalogue of Life.